# 18 Monocerotis
18 Monocerotis, som är stjärnans Flamsteed-beteckning, är en dubbelstjärna belägen i den mellersta delen av stjärnbilden Enhörningen, ungefär mitt emellan Orions bälte och Procyon. Den har en kombinerad skenbar magnitud på ca 4,47 och är svagt synlig för blotta ögat där ljusföroreningar ej förekommer. Baserat på parallax enligt Gaia Data Release 2 på ca 8,1 mas, beräknas den befinna sig på ett avstånd på ca 400 ljusår (ca 124 parsek) från solen. Den rör sig bort från solen med en heliocentrisk radialhastighet av ca 11 km/s.

## Egenskaper
Primärstjärnan 18 Monocerotis A är en orange till gul jättestjärna av spektralklass K0+ IIIa Ba0.2, vilket betyder att den har ett lätt överskott av barium. Spektret visar starka violetta linjer av dicyan. Den har en radie som  är ca 27 solradier och utsänder ca 311 gånger mera energi än solen från dess fotosfär vid en effektiv temperatur av ca 4 800 K.
18 Monocerotis rapporteras som en enkelsidig spektroskopisk dubbelstjärna med en omloppsperiod på 1 760,9 dygn (4,8 år) och en excentricitet på 0,4.